# Mérey-sous-Montrond
Mérey-sous-Montrond è una frazione del comune di Les Monts-Ronds, nel dipartimento del Doubs, nella regione della Borgogna-Franca Contea. In precedenza comune autonomo, il 1º gennaio 2022 è confluito insieme all'ex comune di Villers-sous-Montrond nel nuovo comune di Les Monts-Ronds.

## Società

### Evoluzione demografica
Abitanti censiti